# Tennis Channel Open 1999 - Qualificazioni singolare
Le qualificazioni del singolare  del Tennis Channel Open 1999 sono state un torneo di tennis preliminare per accedere alla fase finale della manifestazione. I vincitori dell'ultimo turno sono entrati di diritto nel tabellone principale. In caso di ritiro di uno o più giocatori aventi diritto a questi sono subentrati i lucky loser, ossia i giocatori che hanno perso nell'ultimo turno ma che avevano una classifica più alta rispetto agli altri partecipanti che avevano comunque perso nel turno finale.
Le qualificazioni del torneo Tennis Channel Open 1999 prevedevano 32 partecipanti di cui 4 sono entrati nel tabellone principale.

## Teste di serie
1. Nicolás Lapentti (Qualificato)
2. Galo Blanco (ultimo turno)
3. Sargis Sargsian (secondo turno)
4. Lleyton Hewitt (Qualificato)

1. Martín Rodríguez (ultimo turno)
2. Oliver Gross (primo turno)
3. Hernán Gumy (Qualificato)
4. Lucas Arnold Ker (primo turno)

## Qualificati
1. Nicolás Lapentti
2. Hernán Gumy

1. Alex O'Brien
2. Lleyton Hewitt

## Tabellone

### Legenda
| - Q = Qualificato - WC = Wild card - LL = Lucky loser | - ALT = Alternate - SE = Special Exempt - PR = Protected Ranking | - w/o = Walkover - r = Ritirato - d = Squalificato |

### Sezione 1
|  | Primo turno         | Primo turno         | Primo turno         | Primo turno | Primo turno |  |  | Secondo turno       | Secondo turno       | Secondo turno    | Secondo turno | Secondo turno |   |   | Ultimo turno | Ultimo turno     | Ultimo turno     | Ultimo turno | Ultimo turno |  |
|  |                     |                     |                     |             |             |  |  |                     |                     |                  |               |               |   |   |              |                  |                  |              |              |  |
|  | 1                   | Nicolás Lapentti    | Nicolás Lapentti    | 6           | 6           |  |  |                     |                     |                  |               |               |   |   |              |                  |                  |              |              |  |
|  |                     | Richey Reneberg     | Richey Reneberg     | 2           | 2           |  |  | 1                   | Nicolás Lapentti    | Nicolás Lapentti | 7             | 6             |   |   |              |                  |                  |              |              |  |
|  | Jonathan Stark      | Jonathan Stark      | Jonathan Stark      | 6           | 6           |  |  |                     | Jonathan Stark      | Jonathan Stark   | 5             | 4             |   |   |              |                  |                  |              |              |  |
|  | Álex Calatrava      | Álex Calatrava      | Álex Calatrava      | 1           | 4           |  |  |                     |                     |                  |               |               |   |   | 1            | Nicolás Lapentti | Nicolás Lapentti | 6            | 7            |  |
|  | Alejandro Hernández | Alejandro Hernández | Alejandro Hernández | 6           | 6           |  |  |                     |                     |                  | Gastón Gaudio | Gastón Gaudio | 4 | 6 |              |                  |                  |              |              |  |
|  | Luis Morejon        | Luis Morejon        | Luis Morejon        | 4           | 3           |  |  | Alejandro Hernández | Alejandro Hernández | 6                | 3             | 4             |   |   |              |                  |                  |              |              |  |
|  |                     | Gastón Gaudio       | 5                   | 6           | 7           |  |  | Gastón Gaudio       | Gastón Gaudio       | 1                | 6             | 6             |   |   |              |                  |                  |              |              |  |
|  | 8                   | Lucas Arnold Ker    | 7                   | 1           | 6           |  |  |                     |                     |                  |               |               |   |   |              |                  |                  |              |              |  |

### Sezione 2
|  | Primo turno    | Primo turno       | Primo turno       | Primo turno | Primo turno |  |  | Secondo turno | Secondo turno  | Secondo turno  | Secondo turno | Secondo turno |   |   | Ultimo turno | Ultimo turno | Ultimo turno | Ultimo turno | Ultimo turno |  |
|  |                |                   |                   |             |             |  |  |               |                |                |               |               |   |   |              |              |              |              |              |  |
|  | 2              | Galo Blanco       | Galo Blanco       | 6           | 6           |  |  |               |                |                |               |               |   |   |              |              |              |              |              |  |
|  |                | Gustavo Marcaccio | Gustavo Marcaccio | 3           | 1           |  |  | 2             | Galo Blanco    | Galo Blanco    | 7             | 6             |   |   |              |              |              |              |              |  |
|  | Javier Sánchez | Javier Sánchez    | 4                 | 6           | 3           |  |  |               | Javier Sánchez | Javier Sánchez | 5             | 4             |   |   |              |              |              |              |              |  |
|  | Xavier Malisse | Xavier Malisse    | 6                 | 3           | 2r          |  |  |               |                |                |               |               |   |   | 2            | Galo Blanco  | 4            | 6            | 6            |  |
|  | Sandon Stolle  | Sandon Stolle     | Sandon Stolle     | 7           | 6           |  |  |               |                | 7              | Hernán Gumy   | 6             | 1 | 7 |              |              |              |              |              |  |
|  | Julián Alonso  | Julián Alonso     | Julián Alonso     | 6           | 1           |  |  |               | Sandon Stolle  | Sandon Stolle  | 3             | 1             |   |   |              |              |              |              |              |  |
|  | 7              | Hernán Gumy       | Hernán Gumy       | 6           | 6           |  |  | 7             | Hernán Gumy    | Hernán Gumy    | 6             | 6             |   |   |              |              |              |              |              |  |
|  |                | Michael Tebbutt   | Michael Tebbutt   | 4           | 4           |  |  |               |                |                |               |               |   |   |              |              |              |              |              |  |

### Sezione 3
|  | Primo turno       | Primo turno            | Primo turno       | Primo turno | Primo turno |  |  | Secondo turno          | Secondo turno          | Secondo turno | Secondo turno | Secondo turno |   |   | Ultimo turno      | Ultimo turno      | Ultimo turno | Ultimo turno | Ultimo turno |  |
|  |                   |                        |                   |             |             |  |  |                        |                        |               |               |               |   |   |                   |                   |              |              |              |  |
|  | 3                 | Sargis Sargsian        | Sargis Sargsian   | 6           | 7           |  |  |                        |                        |               |               |               |   |   |                   |                   |              |              |              |  |
|  |                   | Peter Tramacchi        | Peter Tramacchi   | 4           | 6           |  |  | 3                      | Sargis Sargsian        | 3             | 6             | 3             |   |   |                   |                   |              |              |              |  |
|  | Jocelyn Robichaud | Jocelyn Robichaud      | Jocelyn Robichaud | 6           | 7           |  |  |                        | Jocelyn Robichaud      | 6             | 2             | 6             |   |   |                   |                   |              |              |              |  |
|  | Geoff Grant       | Geoff Grant            | Geoff Grant       | 4           | 6           |  |  |                        |                        |               |               |               |   |   | Jocelyn Robichaud | Jocelyn Robichaud | 6            | 6            | 4            |  |
|  | Alex O'Brien      | Alex O'Brien           | Alex O'Brien      | 6           | 7           |  |  |                        |                        | Alex O'Brien  | Alex O'Brien  | 3             | 7 | 6 |                   |                   |              |              |              |  |
|  | Marcelo Filippini | Marcelo Filippini      | Marcelo Filippini | 4           | 6           |  |  | Alex O'Brien           | Alex O'Brien           | 3             | 6             | 7             |   |   |                   |                   |              |              |              |  |
|  |                   | Dennis van Scheppingen | 2                 | 6           | 6           |  |  | Dennis van Scheppingen | Dennis van Scheppingen | 6             | 3             | 5             |   |   |                   |                   |              |              |              |  |
|  | 6                 | Oliver Gross           | 6                 | 3           | 2           |  |  |                        |                        |               |               |               |   |   |                   |                   |              |              |              |  |

### Sezione 4
|  | Primo turno             | Primo turno             | Primo turno             | Primo turno | Primo turno |  |  | Secondo turno | Secondo turno    | Secondo turno    | Secondo turno    | Secondo turno    |   |   | Ultimo turno | Ultimo turno   | Ultimo turno   | Ultimo turno | Ultimo turno |  |
|  |                         |                         |                         |             |             |  |  |               |                  |                  |                  |                  |   |   |              |                |                |              |              |  |
|  | 4                       | Lleyton Hewitt          | Lleyton Hewitt          | 6           | 6           |  |  |               |                  |                  |                  |                  |   |   |              |                |                |              |              |  |
|  |                         | Arten Tafazoli          | Arten Tafazoli          | 0           | 1           |  |  | 4             | Lleyton Hewitt   | Lleyton Hewitt   | 6                | 6                |   |   |              |                |                |              |              |  |
|  | Nenad Zimonjić          | Nenad Zimonjić          | Nenad Zimonjić          | 6           | 6           |  |  |               | Nenad Zimonjić   | Nenad Zimonjić   | 3                | 3                |   |   |              |                |                |              |              |  |
|  | Juan-Albert Viloca-Puig | Juan-Albert Viloca-Puig | Juan-Albert Viloca-Puig | 4           | 4           |  |  |               |                  |                  |                  |                  |   |   | 4            | Lleyton Hewitt | Lleyton Hewitt | 7            | 6            |  |
|  | Grant Stafford          | Grant Stafford          | 5                       | 6           | 6           |  |  |               |                  | 5                | Martín Rodríguez | Martín Rodríguez | 5 | 1 |              |                |                |              |              |  |
|  | Márcio Carlsson         | Márcio Carlsson         | 7                       | 1           | 1           |  |  |               | Grant Stafford   | Grant Stafford   | 2                | 2                |   |   |              |                |                |              |              |  |
|  | 5                       | Martín Rodríguez        | Martín Rodríguez        | 6           | 6           |  |  | 5             | Martín Rodríguez | Martín Rodríguez | 6                | 6                |   |   |              |                |                |              |              |  |
|  |                         | Nicolás Massú           | Nicolás Massú           | 2           | 4           |  |  |               |                  |                  |                  |                  |   |   |              |                |                |              |              |  |